# Гершасп I
Гершасп (Гуштасб) I (*д/н — 1226) — 25-й ширваншах в 1204—1225 роках. Приєднав до своїх володінь Дербентський емірат.

## Життєпис
Походив з династії Кесранидів. Син ширваншаха Фаррухзада I. Після смерті батька 1204 року став новим володарем Ширвану.
Невдовзі спільно з грузинським військом здійснив похід проти великого атабека Нусрат ад-Дін Абу-Бакра, змусивши останнього тікати до Тебріза. Втім вже 1206 року сприяв укладанню мирного договору між Грузією та атабеком.
Водночас зміцнив становище Ширвана на східному Кавказі. Сприяв розбудові міст, розвитку землеробства, ремісництва. Держава перебувала у піднесенні.
1220 року до Кавказу вдерлися монгольські війська на чолі із Джебе та Субедеєм, які 1221 року зайняли Мугань, вдерлися до Грузії, але невдовзі повернули на Шемаху, яку захопили та сплюндрували. Того ж року монголи через Дербент залишили Кавказ. Слідом за цим Гершасп I приєднав дербентський емірат до своїх володінь, поставивши там намісником (хакімом) сина Рашида.
1222 року почалися перемовини з царем Георгієм IV щодо спільних дій проти монголів. Планувався шлюб сина ширваншаха — Султан-шаха — з грузинською царівною Русудан. Але через смерть того ж року Георгія IV цього не вдалося реалізувати.
1223 року грузинські війська зайняли Габалу і Шекі. Того ж року до Дербенту вдерлися половці, яких з великими труднощами вдалося перемогти. 1225 року внаслідок заколоту Гершаспа I було повалено власним сином Фарібурзом III.
Гершасп втік до Грузії, де в обмін на значні територіальні поступки отримав військо. Проте в битві біля Шемахи зазнав поразки, потрапив у полон, де невдовзі помер або був страчений.

## Родина
- Фарібурз (д/н—1243), 26-й ширваншах
- Рашид (д/н—1239), хакім Дербенту
- Султан-шах, володар ікти Гуштаспі